# Zoia Dukhovitx
Zoia Dukhovitx   (1926 - 1991) va ser una atleta soviètica especialista en curses de velocitat, que va competir durant les dècades de 1940 i 1950.
En el seu palmarès destaca una medalla de bronze en la cursa dels 4x100 metres al Campionat d'Europa d'atletisme de 1950. Formà equip amb Elene Gokieli, Sofia Malschina i Evhènia Sètxenova. El 1949 guanyà dues medalles d'or al Festival Mundial de la Joventut i els Estudiants.
Es proclamà campiona de la URSS en 10 ocasions: una en els 100 metres (1948), dos en els 200 metres (1947 i 1948), quatre en els 4x100 metres (1947 a 1950) i tres en els 4x200 metres (1948 a 1950). Millorà en cinc ocasions el rècord nacional dels 4x100 metres i també millorà el dels 4x200 metres i el relleu combinat.
El 1950 va establir el rècord del món dels 4x200 metres.

## Millors marques
- 100 metres. 11.9" (1948)
- 200 metres. 25.0" (1947)[7]